# NGC 33
NGC 33은 물고기자리 방향에 위치한 이중성이다.